# Wikipédia en saraiki
Wikipédia en saraiki (en saraiki : سرائیکی وکیپیڈیا [Sarā'īkī vikipīḍiyā]) est l’édition de Wikipédia en saraiki, langue indo-aryenne parlée principalement dans le sud du Pendjab au Pakistan. Elle est lancée le 15 décembre 2020,,,. Son code est : skr.
Au 23 mars 2025, l'édition en saraiki contient 19 105 articles et compte 3 212 contributeurs, dont 30 contributeurs actifs et 2 administrateurs.

## Présentation

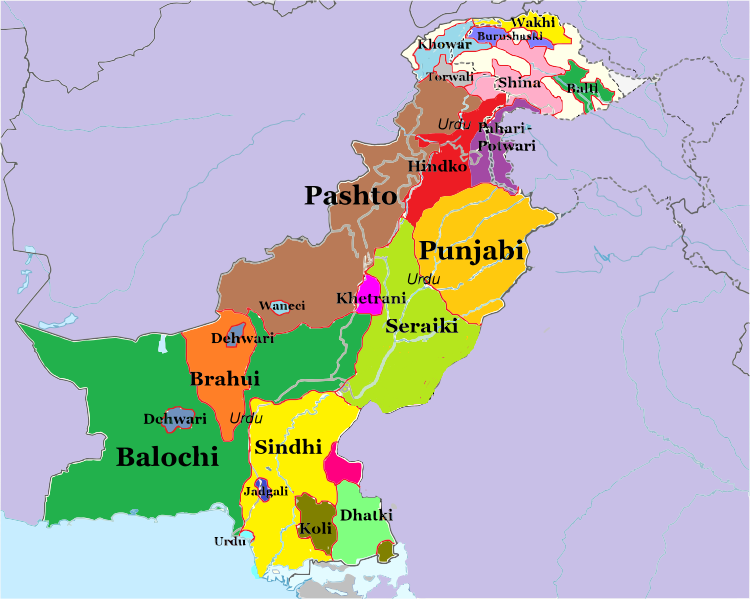
Aire de diffusion du saraiki.

## Statistiques
- Le 31 octobre 2022, l'édition en saraiki contient 5 506 articles et compte 1 420 contributeurs, dont 14 contributeurs actifs et 1 administrateur.
- Le 6 octobre 2024, elle contient 6 123 articles et compte 2 854 contributeurs, dont 14 contributeurs actifs et 2 administrateurs.
- Le 23 mars 2025, elle contient 19 105 articles et compte 3 212 contributeurs, dont 30 contributeurs actifs et 2 administrateurs.